# Guglielmo Pepe (esploratore)
Il Guglielmo Pepe è stato un esploratore leggero (e successivamente un cacciatorpediniere) della Regia Marina.

## Storia
In origine l'armamento dell'unità avrebbe dovuto essere composto da 4 pezzi da 102 mm ed 8 tubi lanciasiluri da 450 mm, ma durante la costruzione furono apportate le modifiche che risultarono nell'armamento che l'unità ebbe poi al momento dell'entrata in servizio.
Nel corso della prima guerra mondiale la nave fu impiegata soprattutto in missioni di “guerriglia marittima”, dapprima nell'Alto Adriatico e poi nell'Adriatico meridionale.
Il 30 dicembre 1915 il Pepe prese base a Venezia e compose, insieme ai gemelli Poerio e Rossarol, il II Gruppo Esploratori della IV Divisione Navale.
Il 3 maggio 1916 il Pepe, agli ordini del comandante Capon, uscì in mare insieme al gemello Rossarol ed ai cacciatorpediniere Nullo e Missori per fornire supporto a distanza ai cacciatorpediniere Zeffiro e Fuciliere, impegnati nella posa di un campo minato nelle acque prospicienti Sebenico. Al largo di Punta Maestra la formazione italiana avvistò quattro cacciatorpediniere (classe «Velebit») e sei torpediniere austro-ungariche e diresse per attaccarle. Mentre le navi avversarie facevano rotta per Pola, quelle italiane, al loro inseguimento, furono assalite da tre idrovolanti, che poterono respingere; alle 15.50, tuttavia, dato che da Pola erano usciti a supporto delle navi austro-ungariche anche un incrociatore ed altre due siluranti, la squadra italiana dovette ripiegare ed allontanarsi.
L'11 maggio dello stesso anno Pepe e Rossarol posarono un campo minato nelle acque prospicienti Ancona.
Il 12 giugno le due unità – il Pepe era al comando del capitano di corvetta Guida – scortarono fino agli sbarramenti, assieme ad alcune torpediniere, un gruppo di siluranti (cacciatorpediniere Zeffiro, Fuciliere ed Alpino, torpediniere 30 PN e 46 PN, più in appoggio i cacciatorpediniere Nullo e Missori) che avrebbe poi intrapreso il forzamento del porto di Parenzo.
Durante il 1916 l'esploratore subì dei primi lavori di modifica, in seguito ai quali imbarcò due cannoni Armstrong da 76/40 Mod. 1916 R.M., che furono però rimossi già nel 1917.
L'1-2 novembre il Pepe ed il capoclasse Poerio, insieme ai cacciatorpediniere Nullo e Missori, furono designati per fornire eventuale supporto all'incursione di MAS nel Canale di Fasana.
Nel corso del 1917 la nave fu sottoposta a lavori di modifica che videro l'installazione di 2 mitragliere contraeree Vickers-Terni da 40/39 mm.
Nella notte tra il 25 ed il 26 agosto 1917 Pepe e Rossarol scortarono i MAS 6 e 91, rimorchiati rispettivamente dalle torpediniere 34 PN e 35 PN, che avrebbero dovuto attaccare dei piroscafi in rada a Durazzo: tali trasporti non furono trovati e la missione si concluse così con un nulla di fatto.
Il 19 ottobre 1917, alle 6.30, l'esploratore lasciò Brindisi con a bordo il contrammiraglio Biscaretti ed insieme al capoclasse Poerio ed ai cacciatorpediniere Insidioso, Schiaffino e Bronzetti, ponendosi all'inseguimento di un gruppo di navi austroungariche (esploratore Helgoland, cacciatorpediniere Lika, Triglaw, Tatra, Csepel, Orjen e Balaton) che erano uscite da Cattaro per attaccare convogli italiani. Helgoland e Lika, non essendo stati trovati convogli, si portarono in vista di Brindisi per farsi inseguire dalle navi italiane ed attirarle nella zona d'agguato dei sommergibili U 32 ed U 40, ma dopo un lungo inseguimento che vide anche alcuni attacchi aerei alle unità nemiche, tutte le navi italiane tornarono in porto senza danni.
Nella notte tra il 10 e l'11 febbraio 1918 il Pepe ed il Rossarol, unitamente ai cacciatorpediniere Nievo ed Indomito, avrebbero dovuto supportare un'altra azione di MAS (i MAS 9 e 20 rimorchiati dalle torpediniere 37 PN e 38 PN) contro Durazzo, ma tale missione non poté essere effettuata a causa del maltempo.
Nella notte tra il 14 ed il 15 maggio il Pepe supportò, insieme al Rossarol, i MAS 99 e 100 che, al rimorchio dei cacciatorpediniere Nievo e Bronzetti, tentarono un'incursione nella rada di Antivari: l'attacco si concluse tuttavia con un nulla di fatto.
Nel corso dell'anno l'unità subì ulteriori modifiche, quali la sostituzione dei cannoni Vickers-Terni Mod. 1914 da 102/35 mm con altrettanti del più moderno modello 102/45 Mod. 1917.
Il 2 ottobre 1918 la nave fu in mare insieme alla corazzata Dante Alighieri, agli esploratori Racchia, Rossarol e Poerio ed ai cacciatorpediniere Nievo e Schiaffino per contrastare un eventuale contrattacco di navi nemiche provenienti da Cattaro volto ad impedire il bombardamento di Durazzo da parte di altre unità italiane ed inglesi.
Il 10 novembre del medesimo l'esploratore anno trasportò a Pola, insieme al gemello Rossarol, rinforzi per le truppe italiane che dovevano occupare la città.
Il 27 novembre il Pepe prese possesso dell'isola di Arbe, in Dalmazia.
Nel luglio 1921 l'unità fu declassata a cacciatorpediniere. Nel periodo interbellico fu impiegato in varie crociere e missioni di rappresentanza in Mar Nero e Mar Egeo.
Nell'ottobre 1937, nel corso della guerra civile spagnola, il Pepe fu ceduto, unitamente al capoclasse Poerio, alla Marina spagnola nazionalista: la nave venne ribattezzata Teruel. La radiazione ufficiale dai ruoli della Regia Marina avvenne tuttavia solo il 5 gennaio 1939.

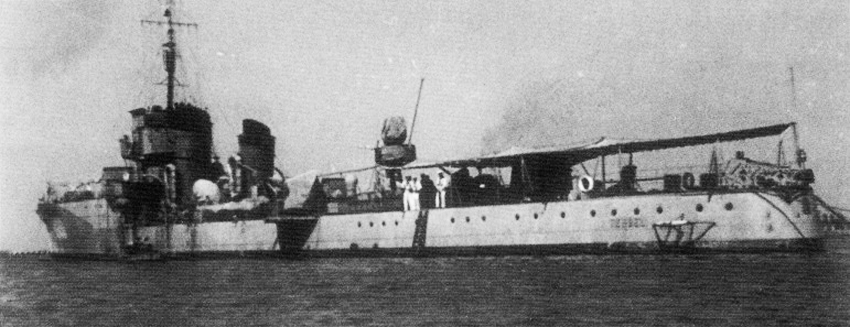
Il Pepe dopo la cessione alla Marina spagnola, con il nuovo nome di Teruel

Pepe e Poerio subirono pesanti ed approfondite modifiche: al termine dei lavori lo scafo risultò essere stato allungato di un metro, il pescaggio da 3,11 calò a 2,8 metri, le 3 caldaie preesistenti furono rimpiazzate con 5 caldaie Yarrow (anche se la velocità si ridusse di un nodo, trattandosi ormai di unità anziane), il dislocamento divenne di 845 tonnellate standard e 911 a pieno carico, l'equipaggio salì a 130 membri; fu rimosso un cannone da 102 mm ed i due pezzi da 40 mm furono rimpiazzati con 2 mitragliere da 37 mm ed altrettante da 20 mm.
Nel maggio 1938, durante la scorta ad alcuni mercantili, Teruel ed Huesca (ex Poerio) entrarono accidentalmente in collisione, danneggiandosi a vicenda.
Durante la guerra di Spagna il Teruel catturò il piroscafo sovietico Zyrianin e la nave cisterna statunitense Nantucket Chief.
Conclusa la guerra civile, entrambe le navi furono destinate a compiti addestrativi.
Il Teruel rimase in servizio sotto bandiera spagnola sino al 1948, anno della sua radiazione e successiva demolizione.